# Aéroclub de l'Hérault et du Languedoc-Roussillon
L'Aéro-club de l'Hérault Montpellier Occitanie (ACHMO) est l'un des deux aéroclubs basés sur l'aéroport de Montpellier-Méditerranée (LFMT). Le club participe régulièrement aux championnats de France, d'Europe et du monde de voltige.

## Historique
Il a été créé en 1910 par Charles Amans, sous la forme d'une association loi de 1901.

## Description
L'aéro-club dispose :
- d'un club-house ;
- de plusieurs salles de cours ;
- d'une terrasse, avec vue sur le taxiway secondaire et la piste secondaire (30L/12R) ;
- d'un hangar ;
- d'un atelier mécanique ;
- de sa propre station carburant ;

## Flotte
Il exploite :
- trois Diamond DA20 (F-GNJI, F-GNQA, F-GNJG) ;
- un Aquila AT01 (F-GZGN) ;
- deux Diamond DA40 NG Diesel (F-HOBB, F-HDJF) ;
- deux Diamond DA40 TDI Diesel (F-GUVJ, F-HRLE) ;
- un Cap 10C (F-GYKR) ;
- un Extra EA-300L (F-HDPP).
- un Extra 330SC (F-HSDA) ;
- un Cap 231 ;